# Oś obojętna
Oś obojętna przekroju – zbiór punktów, w których naprężenia normalne {\displaystyle \sigma _{i}} (oraz odkształcenia {\displaystyle \epsilon _{i}}) wynoszą zero. Oś ta zawsze leży w płaszczyźnie przekroju poprzecznego i zajmuje jedno z trzech położeń: 1) przecina ten przekrój, 2) jest do niego styczna lub dotyka jego naroża, 3) leży całkowicie poza przekrojem, w zależności od położenia wypadkowej siły normalnej działającej na przekrój względem rdzenia przekroju. Oś ta również stanowi granicę pomiędzy naprężeniami ściskającymi oraz rozciągającymi w przekroju.